# Pentiment
Pentiment — приключенческая компьютерная ролевая игра, разработанная американской компанией Obsidian Entertainment и изданная Xbox Game Studios.

## Игровой процесс
Pentiment представляет собой приключенческую компьютерную ролевую игру. Главный герой — Андреас Малер, художник иллюминированных рукописей в баварском аббатстве в 1550-х годах. Игроку предстоит расследовать неожиданное убийство, чтобы оправдать друга, которого обвинили в этом преступлении. В игре отсутствуют привычные для ролевых игр боевые системы и инвентарь. Игрок может взаимодействовать с миром прежде всего через диалоги с различными персонажами. Реплики главного героя влияют на то, чем собеседник с ним поделится; при этом появляется надпись, уведомляющая, что персонаж это запомнит. Диалоги также влияют на то, как другие персонажи будут вести себя с Андреасом. Разговор с ними реализован через текст без голосового сопровождения. Диалоговые окна стилизованы под рукопись: проигрывается звук письма пером, а над персонажами, в зависимости от их социального статуса, будет меняться шрифт и, возможно, будут появляться грамматические ошибки. Игрок может отключить стилизованные шрифты, чтобы упростить чтение.

## Разработка
Говоря о жанровой принадлежности Pentiment, разработчики настаивают, что это прежде всего приключенческая игра, но с элементами ролевой игры.

## Восприятие
| Сводный рейтинг       | Сводный рейтинг | Сводный рейтинг |
| Издание               | Оценка          | Оценка          |
| Издание               | PC              | Xbox Series X/S |
| --------------------- | --------------- | --------------- |
| Metacritic            | 88/100          | 86/100          |
| Русскоязычные издания |                 |                 |
| Издание               | Оценка          | Оценка          |
| Издание               | PC              | Xbox Series X/S |
| StopGame.ru           | N/A             | «Похвально»     |

Игра получила высокие оценки от игровых критиков. На сайте агрегатора рецензий Metacritic версия Pentiment для персональных компьютеров имеет 88 баллов из 100 на основе 45 отзывов. А версия для Xbox Series X имеет 86 баллов на основе 60 рецензий.